# Ictalurus pricei
Ictalurus pricei е вид лъчеперка от семейство Ictaluridae. Видът е застрашен от изчезване.

## Разпространение
Разпространен е в Мексико и САЩ.